# Anapagurus hendersoni

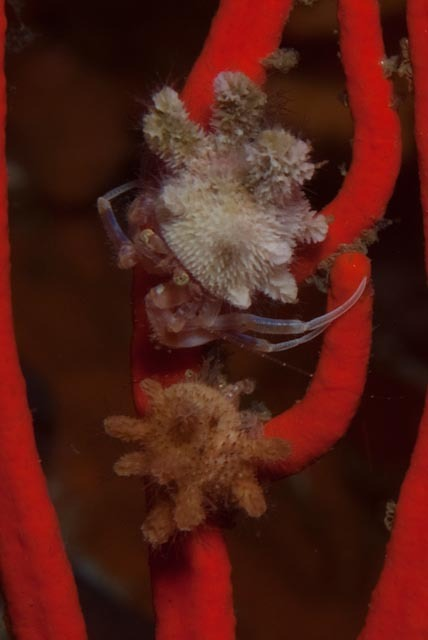
Anapagurus hendersoni

Anapagurus hendersoni is een tienpotigensoort uit de familie van de Paguridae. De wetenschappelijke naam van de soort is voor het eerst geldig gepubliceerd in 1947 door Barnard.